# Điền Nhụy Ni
Điền Nhụy Ni có tên tiếng Anh là Kristal Tin (sinh ngày 28 tháng 9 năm 1977 tại Hồng Kông thuộc Anh) là một nữ diễn viên truyền hình-diễn viên điện ảnh, người dẫn chương trình kiêm ca sĩ nổi tiếng người Hồng Kông. Cô từng là diễn viên độc quyền của hãng TVB.

## Sự nghiệp
Năm 1993, Điền Nhụy Ni giành được giải quán quân cuộc thi âm nhạc tại Hồng Kông. Cùng năm này cô ký hợp đồng với ATV và bắt đầu tham gia các phim truyền hình của ATV. Hai bộ phim nổi bật của cô từ năm 1993 đến là Ước mộng tình xuân và Hương lửa vạn gia.
Năm 2003, Điền Nhụy Ni kết thúc hợp đồng 10 năm với ATV và trở thành người dẫn chương trình cho đài phát thanh CRHK.
Năm 2006, Điền Nhụy Ni ký hợp đồng với TVB. Tại TVB cô bắt đầu trở nên nổi tiếng với nhiều nhiều bộ phim nổi tiếng và nhận được nhiều đề cử tại Giải thưởng thường niên TVB. Năm 2011, cô được đề cử hai giải "Nữ diễn viên chính xuất sắc nhất" và "Nữ nhân vật được yêu thích nhất" tại Giải thưởng thường niên TVB 2011 với bộ phim Bếp lửa gia đình.
Năm 2013, bộ phim "Cự luân" giúp Điền Nhụy Ni giành hai giải "Nữ nhân vật được yêu thích nhất" và "Nữ diễn viên chính xuất sắc nhất" tại Giải thưởng thường niên TVB 2013.
Năm 2015, Điền Nhụy Ni một lần nữa giành giải "Nữ nhân vật được yêu thích nhất" với bộ phim "Chơi với ma" tại Giải thưởng thường niên TVB 2015.

## Giải thưởng
Giải thưởng thường niên TVB
- Nữ diễn viên chính xuất sắc nhất [1]
  - 2013: Cự luân (Brother's Keeper)
- Nữ nhân vật được yêu thích nhất [2]
  - 2013: Cự luân (Brother's Keeper) (vai Diêu Văn Anh)
  - 2015 Chơi với ma (Ghost of Relativity) (vai Tôn Thục Mai)

## Phim đã tham gia

### Phim truyền hình
| Năm  | Tên phim                            | Tên phim tiếng Anh              | Vai diễn                   | Công ty | Ghi chú |
| ---- | ----------------------------------- | ------------------------------- | -------------------------- | ------- | --- |
| 1995 | Ước mộng tình xuân                  | I Have a Date with Spring       | Fei Fei                    | ATV     | |
| 1995 |                                     | Justice Pao Ji Dip Ying Wei Hun |                            | ATV     | |
| 1996 |                                     | The Folk Tales                  |                            | ATV     | |
| 1996 |                                     | Jan Sheung                      |                            | ATV     | |
| 1996 |                                     | The Coma                        | Seung Fo                   | ATV     | |
| 1997 | Duyên kiếp luân hồi                 | Coincidentally                  |                            | ATV     | |
| 1997 |                                     | 等著你回來                      | Ho Dai Bo                  | ATV     | |
| 1998 |                                     | Thou Shalt Not Cheat            |                            | ATV     | |
| 1998 | Tung hoành tứ hải                   | Flaming Brothers                | Cat                        | ATV     | |
| 1998 | Mộc Quế Anh: Đại phá Thiên Môn trận | The Heroine of the Yangs        | Yeung Man Gwong            | ATV     | |
| 1999 |                                     | The Mad Phoenix                 |                            | ATV     | |
| 2000 |                                     | Legend - A Dream Named Desire   | Suen Lam Lam               | ATV     | |
| 2000 |                                     | Battlefield Network             | Nga Mei Yi                 | ATV     | |
| 2000 |                                     | Divine Retribution              | Kei Siu Gwan               | ATV     | |
| 2000 |                                     | Hong Kong Yan Ga Yan            |                            | ATV     | |
| 2001 |                                     | To Where He Belongs             | Leui Ting                  | ATV     | |
| 2001 |                                     | Su Dong Po                      | Sing Ping Gwan Jyu         | ATV     | |
| 2001 |                                     | 非常好警                        | Lily                       | ATV     | |
| 2002 | Lời Thì Thầm Từ Quá Khứ             | Son from the Past               |                            | ATV     | |
| 2002 | Xe Bus Số 8                         | No. 8 Bus                       | Sam Git Jing               | ATV     | |
| 2002 |                                     | Cheung Gung Fu Chai             | Ling Mun Yuet              | ATV     | |
| 2003 | Hương lửa vạn gia                   | Light of Million Hope           | Ko Gwai                    | ATV     | |
| 2003 |                                     | 子是故人來                      | Luk Yu Yan                 | ATV     | |
| 2007 |                                     | Return Home                     | A Juan                     | ATV     | |
| 2007 | Định mệnh oan nghiệt                | Phoenix Rising                  | Kong Lai Nga               | TVB     | Warehoused and broadcast in 2008 |
| 2008 | Tình yêu và thù hận                 | Love Exchange                   | Ching Ngo Yee (Jackie)     | TVB     | Đề cử – Giải thưởng thường niên TVB cho Nữ diễn viên phụ xuất sắc nhất (Top 10) |
| 2008 | Tứ đại danh bổ                      | The Four                        | Khúc Yên Hồng              | TVB     | |
| 2009 | Oan trái tình nồng                  | In the Chamber of Bliss         | Bak Sze-Ting               | TVB     | |
| 2009 | Đội điều tra liêm chính 2009        | ICAC Investigators 2009         | Lâm Bối Kỳ                 | TVB     | ep. 1 |
| 2009 | Cung Tâm Kế                         | Beyond the Realm of Conscience  | Giang Thể Quỳnh            | TVB     | |
| 2010 | Ngày mai tươi sáng                  | Some Day                        | Lam Tĩnh Linh              | TVB     | |
| 2010 | Độc tâm thần thám                   | Every Move You Make             | Yip Chin-ting (Phoenix)    | TVB     | |
| 2011 | Hôn nhân tiền định                  | Only You                        | Phoebe Szeto               | TVB     | |
| 2011 | Bếp lửa gia đình                    | Be Home for Dinner              | Sầm Bối Nghi               | TVB     | Đề cử — Giải thưởng thường niên TVB cho Nữ diễn viên chính xuất sắc nhất (Top 15) Đề cử — Giải thưởng thường niên TVB cho Nữ nhân vật được yêu thích nhất (Top 15)                                                                                    |
| 2011 | Chân tướng                          | The Other Truth                 | Lee Miu-yee                | TVB     | |
| 2012 | Con đường mưu sinh                  | No Good Either Way              | Ninh Trữ Tĩnh              | TVB     | |
| 2012 | Thời Thế Tạo Vương                  | The King Makers                 | Nghiêm Tam Nương           | TVB     | Đề cử — Giải thưởng thường niên TVB cho Nữ nhân vật được yêu thích nhất (Top 10) |
| 2013 | The Song Of Deser                   | The Song of Desert              | Hong Gu                    | HunanTV | |
| 2013 | Cự luân                             | Brothers Keeper                 | Diêu Văn Anh               | TVB     | Best Leading Actress in TVB 46th Anniversary Gala Popularity Vote TVB Award for Best Actress Đoạt giải — Giải thưởng thường niên TVB cho Nữ diễn viên chính xuất sắc nhất Đoạt giải — Giải thưởng thường niên TVB cho Nữ nhân vật được yêu thích nhất |
| 2013 | Con đường ai oán                    | Return of the Silver Tongue     | Trần Chân Chân             | TVB     | Performs theme song with Fred Cheng – "兩句" (Two Sentences) |
| 2014 | Vòng xoáy thiện ác                  | Black Heart White Soul          | Đàm Mỹ Trinh               | TVB     | |
| 2015 | Chơi với ma                         | Ghost of Relativity             | Tôn Thục Mai               | TVB     | Đoạt giải — Giải thưởng thường niên TVB cho Nữ nhân vật được yêu thích nhất |
| 2015 | Vô Song Phổ (Dưới lớp màn che)      | Under the Veil                  | Đoạn Phụng Tam, Đoạn Tố Tứ | TVB     | |
| 2019 | Thời Thiếu Nữ Của Cô Ấy             | Girlie Days                     |                            | TVB     | |

### Phim điện ảnh
| Năm  | Tên phim tiếng Việt   | Tên phim tiếng Anh              | Vai diễn                 | Ghi chú                                                  |
| ---- | --------------------- | ------------------------------- | ------------------------ | -------------------------------------------------------- |
| 2000 |                       | Queenie and King the Lovers     | Queenie                  |                                                          |
| 2000 |                       | The Blood Rules                 | Bo                       |                                                          |
| 2000 |                       | The Temptation of Office Ladies | Crystal                  |                                                          |
| 2000 |                       | Hong Kong Pie                   | Sexy                     |                                                          |
| 2000 |                       | Clean My Name, Mr. Coroner!     | Bobo Lam                 |                                                          |
| 2001 |                       | Strangers Meet on the Way       |                          |                                                          |
| 2001 |                       | La Brassiere                    | ballroom manager         |                                                          |
| 2001 |                       | Let's Sing Along                | Kika Kwok                |                                                          |
| 2002 |                       | Possessed                       | Bobo                     | aka Demon Possession                                     |
| 2002 |                       | Ghost Office                    | Amanda                   |                                                          |
| 2002 |                       | Golden Chicken                  | Madam A                  |                                                          |
| 2003 |                       | 1:99 Shorts                     |                          | aka 1:99 Short Film Series                               |
| 2003 |                       | Looking for Mister Perfect      | Mrs. Chan                | aka Looking for Mr. Perfect                              |
| 2003 |                       | Golden Chicken 2                | Madam A                  |                                                          |
| 2004 |                       | Three of a Kind                 | Victoria                 |                                                          |
| 2004 |                       | My Sweetie                      | Little Chin              |                                                          |
| 2005 |                       | Crazy n' the City               | Madam Wu                 |                                                          |
| 2005 |                       | Slim till Dead                  | Sisi                     |                                                          |
| 2005 |                       | It Had to Be You!               | Lisa                     |                                                          |
| 2005 |                       | Wait 'til You're Older          | policewoman              |                                                          |
| 2006 |                       | Super Kid                       |                          | aka Superkid                                             |
| 2006 |                       | My Mother is a Belly Dancer     | Mrs. Wong                | Đề cử – Hong Kong Film Award for Best Supporting Actress |
| 2007 |                       | Dancing Lion                    |                          |                                                          |
| 2007 |                       | Trivial Matters                 | Professor Chan's wife    |                                                          |
| 2008 |                       | Chaos                           | Ling                     |                                                          |
| 2008 | A Decade of Love      |                                 |                          |                                                          |
| 2009 |                       | Look for a Star                 | socialite at party       | aka Looking for a Star                                   |
| 2009 |                       | Split Second Murders            | Insurance Agent's Client | Guest star                                               |
| 2010 | Hoa Điền Hỷ Sự        | All's Well, Ends Well 2010      | The Empress              |                                                          |
| 2011 | Chuyện tình ma quỷ    | Hong Kong Ghost Stories         | Miss Kong                |                                                          |
| 2012 | Bát Tinh Báo Hỷ       | All's Well, Ends Well 2012      |                          |                                                          |
| 2012 | Xuân Kiều Và Chí Minh | Love in the Buff                |                          |                                                          |
| 2012 | Hài Kịch Dung Tục     | Vulgaria                        |                          |                                                          |